# 沙钵罗泥敦策斤
沙钵罗泥敦策斤（?—?），是唐朝初年薛延陀的贵族。也咥可汗的儿子，真珠可汗的叔叔。
642年，真珠可汗夷男为了加强与唐朝的关系，派遣沙钵罗泥敦策斤向唐朝进贡了马匹、裘衣和琥珀镜，请求与唐太宗的一个女儿和亲。当时，唐将契苾何力在回家探母时，被薛延陀扣押。夷男劝他归附薛延陀，契苾何力割左耳明志，忠于唐朝。唐太宗担心契苾何力的安危，同意了沙钵罗泥敦策斤的和亲建议，派崔敦礼到漠北与夷男进行谈判，唐太宗答应在契苾何力释放后，把女儿新兴公主嫁给夷男。不过，契苾何力被释放，唐太宗悔婚。